# EMI
EMI 그룹(영어: EMI Group Limited)은 영국의 레코드 레이블 그룹이자 한때 세계 4대 메이저 레이블이었다. 회사가 위기를 당한후 테라 퍼마 캐피털 파트너스에 인수되었으나 2012년에 분할되어, 계열들이 소니 뮤직 엔터테인먼트와 유니버설 뮤직 그룹 쪽으로 각각 나누어 인수되었다.

## 역사
EMI는 Electric and Musical Industries라는 이름으로 1931년 창업되었다. 축음기의 발명까지 거슬러 올라가는 역사의 기업인 컬럼비아 그래퍼폰과 그라모폰의 합병으로 새 회사는 음반 제작과 유통, 녹음과 재생 장비 제작을 수직으로 통합할 수 있었다.
회사가 창립된 해, EMI는 런던의 유명한 애비로드 스튜디오를 설립했다. 1930년대와 40년대 EMI의 아티스트들에는 아르투로 토스카니니, 에드워드 엘가, 오토 클렘퍼러 등이 있었다.
EMI는 1952년 첫 LP를, 1955년 첫 스테레오 음반을 출시했다. 1950년대 말과 70년대 초, EMI는 대중음악에서 큰 성공을 거두었다. HMV와 캐피틀 레코드등 다양한 레이블은 비틀즈와 비치 보이스, 더 섀도스, 홀리스, 프랭크 시나트라, 클리프 리처드와 계약했다.
1979년 EMI는 라디오와 텔레비전, 조명기구를 생산하는 쏜과 합병해 쏜 EMI과 됐다. 1996년 두 회사는 다시 분리되어 쏜은 제조업과 렌탈 사업을, EMI는 음반 사업을 가져갔다.
EMI는 세계 4대 메이저이자 FTSE 100 지수의 구성원이었지만, 40억 달러의 빚과 재정난에 시달리다 2011년 시티그룹에 인수되어 여러 기업에 조각나 매각되었다.